# Víctor Rivera (volley-ball)
Pour les articles homonymes, voir Victor Rivera.
 Victor Rivera  est un joueur portoricain de volley-ball né le 30 août 1976 à Aibonito. Il mesure 1,96 m et joue réceptionneur-attaquant. Il totalise 51 sélections en équipe de Porto-Rico.

## Clubs
| Club                     | Pays    | De         | À         |
| ------------------------ | ------- | ---------- | --------- |
| Volley Näfels            | Suisse  | 2001-2002  | 2002-2003 |
| Jastrzębski Węgiel       | Pologne | 2004-2005  | 2004-2005 |
| Ethnikós Alexandroúpolis | Grèce   | 2005-2006  | 2005-2006 |
| Arago de Sète            | France  | 2006-2007  | 2006-2007 |
| Paris Volley             | France  | 2007-2008  | 2008-2009 |
| AS Cannes                | France  | avril 2010 | mai 2010  |
| Stade poitevin           | France  | 2010-2011  | …         |

## Palmarès
- Championnat de France (3)
  - Vainqueur : 2008, 2009, 2011
  - Finaliste : 2010
- Championnat de Pologne
  - Finaliste : 2005
- Championnat de Suisse (2)
  - Vainqueur : 2002, 2003
- Championnat de Porto-Rico (9)
- Coupe de Suisse (2)
  - Vainqueur : 2002, 2003